# Taifa de Denia
La Taifa de Denia o Reino de Denia fue una taifa andalusí cuya capital fue la ciudad de Denia. Apareció en el año 1010, tras la fragmentación del Califato de Córdoba a finales del siglo X y comienzos de siglo XI.
En el año 1076 fue conquistada por la Taifa de Zaragoza, aunque posteriormente se constituiría una tercera taifa (1224-1227) y posteriormente otra entre 1228 y 1244. El 30 de diciembre de 1242 Jaime I de Aragón conquistaría Alcira y dos años después Denia y Játiva.

## Primera Taifa

### Muyahid al-Muwaffaq
La Taifa de Denia fue creada en el año 1010, tras la desintegración del Califato de Córdoba, por el eslavo muy arabizado Muyahid al-Muwaffaq al frente de un grupo de afectos a Almanzor, dando lugar a la dinastía reinante en Denia: los Amiríes. Muyahid fue un alto funcionario del tiempo del califato amirí, que poseía conocimientos profundos de lengua árabe.

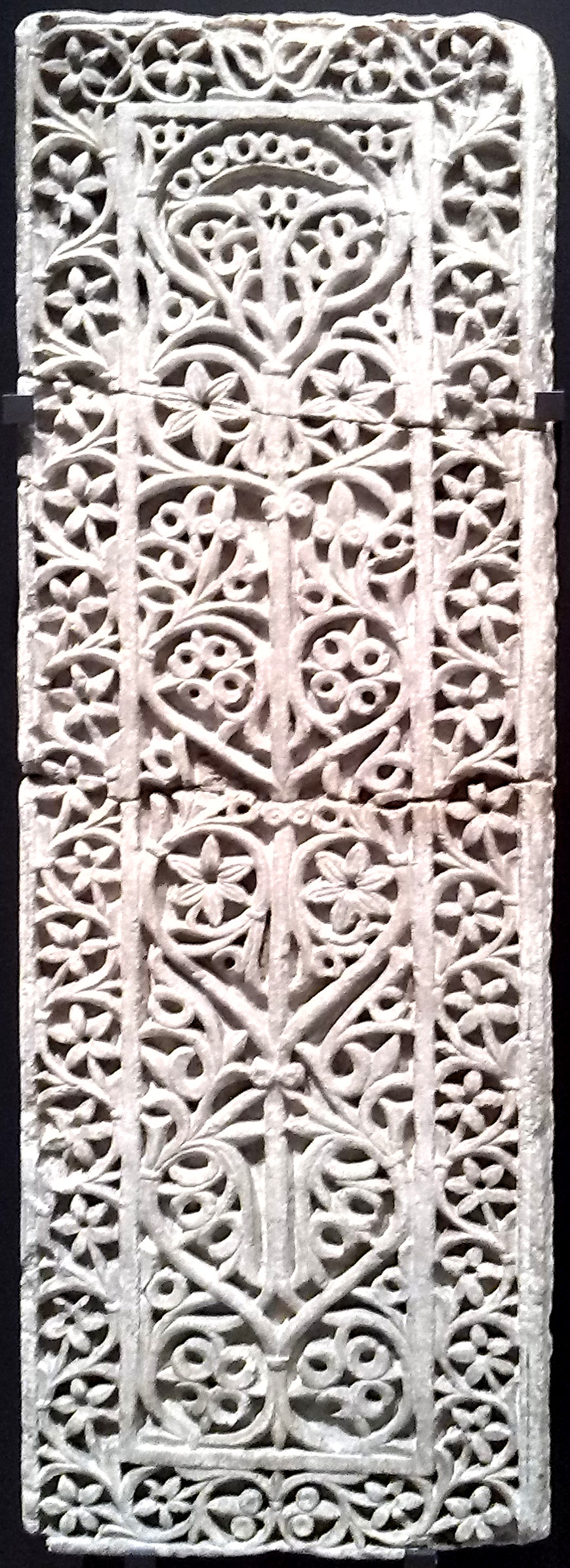
Panel decorativo de mármol procedente de Denia, siglos -.

En el año 1011, se convirtió en la primera taifa en acuñar moneda, en una ceca propia en la actual Elda, aunque para hacer legítima su dinastía, reconoció formalmente a uno de los califas omeyas en litigio durante la fitna de Al-Ándalus, 'Abd Allah al Mu'ayti, a quien acogió en Denia hasta que fue expulsado en 1016.
El reino musulmán de Denia era pequeño, incluía algunas comarcas muy fértiles y ciudades entre las que se encontraba Bairén, Orba, Altea, Callosa, Sagra, Cocentaina y Bocairente.
En 1015, al mando de una poderosa flota naval, se hizo con las Baleares y desde allí emprendió la conquista de la isla de Cerdeña —con ciento veinte naves y mil soldados según noticias de Ibn al-Jatib—, sobre la que mantuvo soberanía durante un año (1015-1016). El verano de 1016 el papa Benedicto VIII convocó a las flotas de Pisa y Génova, que reconquistaron Cerdeña e hicieron prisioneros a la mujer y el príncipe heredero de Muyahid, Ali Iqbal al-Dawla, que no pudo ser rescatado hasta 1032. Durante los años siguientes, su escuadra con base en Denia y con apoyo en los fondeaderos de las Baleares, realizó diversas incursiones en las costas de Génova, Pisa, la Toscana y Lombardía.
Tras este episodio mediterráneo, Muyahid de Denia aprovechó la muerte de los dos corregentes de la Taifa de Valencia, Mubarak y Muzzafar, para obtener la parte sur de Valencia durante dos años hasta 1020, quedando el norte de la rica taifa en manos del rey eslavo de Tortosa Labib. A fines de los años 1020 apoyó la rebelión de Ibn Jattab contra Ibn Tahir de Murcia. Ya elevado al trono de Valencia Abd al-Aziz ibn Amir, entró en enfrentamientos constantes con él, tomando las plazas de Murcia, Lorca, Orihuela y Elche, y extendiendo su reino hasta el Segura. hasta que, con la mediación de Sulaymán ibn Hud de Zaragoza, selló las paces con Valencia en 1041.
Muyahid acogió a importantes intelectuales, sobre todo escritores y ulemas, que huían de los conflictos cordobeses, donde el propio Muyahid se había educado como eslavo al servicio de la corte de Almanzor.
El gran poeta Ibn Darrach, que recaló en la corte de Muyahid desde 1028 hasta su muerte en 1030, elogió el poderío marítimo de Muyahid en una casida de gran solemnidad que comenzaba:

Naves que son como esferas celestes y donde sus arqueros/ son estrellas, armadas de punta en blanco./ Cruzas con ellas los abismos del mar,/ y sus olas se fatigan por el peso abrumador.

### Ali Iqbal al-Dawla
A la muerte de Muyahid al-Muwaffaq en 1045, se hace cargo del poder su hijo primogénito Ali Iqbal al-Dawla, nacido de madre cristiana. Supo mantener el legado de su padre durante treinta y un años, iniciando un periodo de paz y de bonanza económica, fundamentada en la importante flota comercial que Denia había reunido.
En 1050 el gobernador de Baleares Abd Allah ibn Aglab comenzó en estas islas una política de autonomía respecto de Denia que conservó solo sus territorios peninsulares.
En 1054-1055, Ali socorrió con trigo al sultán de Egipto, afectado por la hambruna. En reconocimiento, el sultán le regaló valiosos tesoros que, como el riquísimo cáliz llamado de doña Urraca y el gallo dorado - conservados en la basílica de San Isidoro de León - fueron donados a Fernando I el Magno, rey de León. 
El territorio peninsular de la taifa de Denia sería conquistado por Al-Muqtadir, señor de Zaragoza en 1076, mientras que la Taifa de Mallorca emprendió una existencia independiente hasta que en 1116 los almorávides consiguieron conquistarla.
Su corte, y la de su antecesor, fue refugio de sabios intelectuales y poetas, y destacadamente, de gramáticos, como el excelente lexicógrafo Ibn Sidah, el filólogo coránico Ad-Dana o el visir y destacado prosista Abu Amir ibn García. Todos ellos cultivaron la poesía, como era habitual en todos los hombres de letras andalusíes. Pero el poeta árabe dianense más destacado fue Ibn al-Labbana (h. 1045-1113), que desarrolló su quehacer poético en alabanza de la corte hudí de la taifa de Zaragoza, en la Sevilla de Al-Mu'tamid y en la taifa de Mallorca.
Ha sido destacada, asimismo, su tolerancia para con los mozárabes, quizá porque su propia madre fue cristiana. En 1058 concedió un privilegio por el que incluía a los mozárabes de sus reinos de Denia y Mallorca dentro de la jurisdicción del episcopado de Barcelona, donando en perpetuidad todas las iglesias de las Baleares y de Denia a la catedral de la Santa Cruz y Santa Eulalia de Barcelona y al obispo barcelonés Gilabert.

### Conquista por la taifa de Zaragoza
El reino Taifa de Denia fue conquistado por el rey Al-Muqtadir en 1076, pasando a formar parte de la Taifa de Zaragoza. Los territorios insulares formaron la taifa de Mallorca.